# Goodshaw
Goodshaw – osada w Anglii, w Lancashire, w dystrykcie Rossendale. Leży 6,6 km od miasta Burnley, 49,3 km od miasta Lancaster i 287,9 km od Londynu. W 2011 miejscowość liczyła 4033 mieszkańców.